# Scaphyglottis geminata
Scaphyglottis geminata là một loài thực vật có hoa trong họ Lan. Loài này được Dressler & Mora-Ret. miêu tả khoa học đầu tiên năm 1993.